# NGC 5132
NGC 5132 (другие обозначения — UGC 8428, MCG 2-34-14, ZWG 72.68, IRAS13219+1421, PGC 46868) — галактика в созвездии Дева.
Галактика отоносится к типу (⁠R'1)SB(⁠rs,bl,nr)a. Имеет бар и хорошо выраженные кольца. Интересна тем, что бар расположен не по оси внутреннего кольца, в котором проходит звездообразование. Внешнее псевдокольцо асимметрично, звездообразования в нем не обнаружено.
Этот объект входит в число перечисленных в оригинальной редакции «Нового общего каталога».